# Taberna
A taberna (latin) egyfajta bolt vagy bódé volt az ókori Rómában. Áruk és szolgáltatások árusítására szolgáló egyszobás boltot jelentett, amelyeket gyakran építették be a házakba a földszinten, a ház főbejáratánál, mely egyik oldala az utcára nyílt.
Eredetileg deszkából (tabulae) összerótt kunyhó volt; a rómaiak legrégibb lakóháza.

## Műhely, üzlet
Amikor már kőből és téglából építkeztek, a rómaiak tabernáknak nevezték a házak azon, utcákra vagy közterekre nyíló földszinti részeit is, amelyeket a kereskedők üzletnek vagy az iparosok műhelynek vették bérbe.

## A fórumon
Ugyancsak tabernáknak nevezték a pénzváltók (argentarii), rabszolgakereskedők, borbélyok, korcsmárosok, gyógyszerárusok stb. a fórumon épült házait. Az ilyen helyiségek tulajdonosai voltak a tabernariusok avagy negotiatorok. A tabernákat egész soronként a házakhoz építették, ami nagyon megszűkítette az utcákat és köztereket, ezért Domitianus császár lebontatta őket.

## A középkorban
A középkorban jelentése egybemosódott a görög eredetű, de hasonló hangzású taverna, azaz vendéglő szóéval. 
A Carmina Burana versgyűjtemény egyik legismertebb költeménye például az „In taberna quando sumus” (Míg kocsmában jól időzünk) sorral kezdődik.